# Дом Инвалидов (Забайкальский край)
Дом Инвалидов — поселок в Читинском районе Забайкальского края России. Входит в состав сельского поселения "Маккавеевское".

## География
Поселок находится в восточной части района на расстоянии примерно 33 километра (по прямой) на юго-восток от города Читы.

### Климат
Климат характеризуется как резко континентальный с продолжительной холодной малоснежной зимой и коротким тёплым летом. Среднегодовая температура воздуха составляет −4,3 — −2,5 °С. Средняя многолетняя температура самого холодного месяца (января) составляет −28 — −20 °С, температура самого тёплого (июля) — 15 — 18 °С. Среднегодовое количество осадков — 300—400 мм.

### Часовой пояс
Поселок Дом Инвалидов находится в часовой зоне МСК+6. Смещение применяемого времени относительно UTC составляет +9:00.

## Население
Постоянное население составляло 25 человека в 2002 году (русские 100%), 12 человек в 2010 году.